# 東港ジャンクション
東港ジャンクション（ひがしみなとジャンクション）は、福岡県北九州市小倉北区にある北九州高速道路のジャンクションである。
本項目では、1983年（昭和58年）から1990年（平成2年）まで設けられた東港出入口（東港暫定出入口）についても記す。

## 概要
小倉駅北から若戸大橋までを結ぶ北九州高速2号線と、北九州高速3号線を接続する。高速3号線は隣の愛宕JCTで北九州高速1号線に接続しており、響灘沿岸地域と北九州市南部を接続するジャンクションとなっている。
北九州高速道路は1980年（昭和55年）10月20日に第1次供用区間として高速2号線日明出入口から高速1号線篠崎北出入口間が供用開始したが、ジャンクション予定地付近で鹿児島本線及び山陽新幹線と立体交差することから、ジャンクション施設の一部は既に建設済みであった。この当時、日明出入口から高速1号線勝山出入口までは出入口がなく小倉駅方面に接続する出入口の設置要望がある一方で、高速2号線小倉駅北出入口の計画が二転三転したこともあり、暫定措置として本線分岐施設を活用して国道199号に接続する出入口（東港出入口）を設けることになり、将来的に撤去する構造物として都市計画を変更せず、整備計画上も「暫定出入口」として整備され、1983年（昭和58年）10月6日に高速1号線篠崎北出入口 - 若園出入口間の供用開始と共に利用が開始された。暫定出入口であり、事業効率の観点から、3号線方面にのみ接続する出入口として整備された。
その後、小倉駅北出入口の計画が確定し、高速2号線小倉駅北 - 東港間の整備が行われた1990年（平成2年）3月31日をもって暫定出入口が廃止され、本線同士を接続するジャンクションとなった。

## 接続している路線
- 北九州高速2号線
- 北九州高速3号線

## 隣
北九州高速2号線
(201)小倉駅北出入口 - 東港JCT - (202)日明出入口
北九州高速3号線
東港JCT - 愛宕JCT